# القطب الجيومغناطيسي الأرضي

رسم توضيحي للفرق بين الأقطاب الجيومغناطيسية الأرضية (N · _{m} و S _{· m}) والأقطاب الجغرافية (N · _{g} و · S · _{g})

موقع القطب الشمالي المغناطيسي والقطب الجيومغناطيسي الأرضي الشمالي في عام 2017.

الأقطاب الجيومغناطيسية الأرضية هي نقاط متناقضة حيث يتقاطع محور ثنائي القطب الأنسب مع سطح الأرض . هذا ثنائي القطب النظري مكافئ لقضيب مغناطيسي قوي في مركز الأرض ، ويقترب من أي نموذج ثنائي القطب آخر لوصف المجال المغناطيسي الذي لوحظ على سطح الأرض. على النقيض من ذلك ، فإن الأقطاب المغناطيسية للأرض الفعلية ليست متناقضة ؛ أي أن الخط الذي يقعون عليه لا يمر عبر مركز الأرض.
بسبب حركة السوائل في اللب الخارجي للأرض ، تتحرك الأقطاب المغناطيسية الفعلية باستمرار (الاختلاف الدنيوي). ومع ذلك ، على مدى آلاف السنين ، متوسط اتجاهها إلى محور دوران الأرض. مرة واحدة كل نصف مليون سنة ، ينعكس القطبان (أي ، الشمال يبدل المكان مع الجنوب) على الرغم من أن الإطار الزمني لهذا التبديل يمكن أن يكون في أي مكان من كل 10 آلاف سنة إلى كل 50 مليون سنة. يتأرجح القطبان أيضًا في شكل بيضاوي يبلغ حوالي 50 ميل (80 كـم) بالقطر يوميًا بسبب الرياح الشمسية التي تنحرف عن المجال المغناطيسي.
على الرغم من أن القطب الجيومغناطيسي هو نظري فقط ولا يمكن تحديد موقعه بشكل مباشر ، إلا أنه يمكن القول إنه أكثر أهمية من الناحية العملية من القطب المغناطيسي (الغمس). هذا لأن القطبين يصفان قدرًا كبيرًا من المجال المغناطيسي للأرض ، ويحددان على سبيل المثال أين يمكن ملاحظة الشفق القطبي . يتكون النموذج ثنائي القطب للحقل المغناطيسي للأرض من موقع الجيومغناطيسية الأرضية والعزم ثنائي القطب ، الذي يصف قوة المجال.
| سنة                                              | 1990 (نهائي)                      | 2000 (نهائي)                      | 2010 (نهائي)                      | 2020                                                                        |
| ------------------------------------------------ | --------------------------------- | --------------------------------- | --------------------------------- | --------------------------------------------------------------------------- |
| القطب الشمالي الجيومغناطيسي                      | 79°12′N 71°06′W / 79.2°N 71.1°W   | 79°36′N 71°36′W / 79.6°N 71.6°W   | 80°06′N 72°12′W / 80.1°N 72.2°W   | 80°42′N 72°42′W / 80.7°N 72.7°WCoordinates: 80°42′N 72°42′W / 80.7°N 72.7°W |
| القطب الجيومغناطيسي الجنوبي                      | 79°12′S 108°54′E / 79.2°S 108.9°E | 79°36′S 108°24′E / 79.6°S 108.4°E | 80°06′S 107°48′E / 80.1°S 107.8°E | 80°42′S 107°18′E / 80.7°S 107.3°E                                           |
| عزم ثنائي القطب المغناطيسي 10 22 A ⋅ m 2 )</wbr> | 7.84                              | 7.79                              | 7.75                              | 7.71                                                                        |